# Escurial de la Sierra
Escurial de la Sierra est une commune de la province de Salamanque dans la communauté autonome de Castille-et-León en Espagne.

## Symboles
L'écusson héraldique qui représente le village a été approuvé de manière définitive en 2014, avec le blason suivant :
«Écu espagnol. Parti. Tranché, a) de gueules, une croix de sable, b) azur, une coquille saint-jacques d'or. Second d'azur, le mont Cervero, qui se voit depuis la localité, d'argent, avec un aigle de sable, lampassé d'une feuille de chêne de sinople. Au-dessus, la couronne royale espagnole.»
Traduction du Bulletin Officiel de la Province de Salamanque n°173, le 9 septembre 2014

## Géographie
| Tejeda y Segoyuela           |                       | Barbalos              |
| Navarredonda de la Rinconada | Escurial de la Sierra | Herguijuela del Campo |
|                              | San Miguel de Valero  | Linares de Riofrío    |

## Histoire
La fondation d'Escurial a eu lieu lors du processus de repeuplement mené par les rois de León durant le Moyen-âge. Escurial va donc devenir une partie de la Peña del Rey, dans la juridiction de Salamanque, dans le Royaume de Léon. Après la création des provinces actuelles, en 1833, Escurial de la Sierra a été inclus dans la province de Salamanque, dans la région Leonaise.

## Démographie
Évolution démographique depuis 1900
| 1900 | 1910 | 1920 | 1930 | 1940 | 1950 | 1960 | 1970 | 1981 | 1991 | 2000 | 2014 | 2017 | 2019 |
| ---- | ---- | ---- | ---- | ---- | ---- | ---- | ---- | ---- | ---- | ---- | ---- | ---- | ---- |
| 878  | 954  | 1101 | 1164 | 1054 | 1095 | 1014 | 651  | 371  | 352  | 299  | 265  | 237  | 239  |

## Culture
Il y a deux fêtes patronales :
- Santa Cruz, le 3 mai. Ce jour, une procession est faite, et on danse en l'honneur de Jésus-Christ. Tout le monde porte le costume typique.,
- Santa Marina, le 18 juillet. Il y a de nombreuses activités, comme des championnats de calva, un sport traditionnel espagnol, des petites pièces de théâtre, des processions, des danses traditionnelles, etc.

D'autres fêtes :
- Santa Águeda, le 5 février. C'est une fête organisée par un groupe de femmes.
- Día de la Castañas (le Jour des Châtaignes). C'est une fête organisée par l'association Cau Fondo, faite durant le pont de la Toussaint. On y fait un grand repas, des jeux et des activités qui ont pour centre les châtaignes et l'automne.
- Día del Hornazo (le jour de la tourte). L'hornazo est une sorte de tourte traditionnelle de la province de Salamanque. Cette fête est préparée pour le dimanche de Pâques.